# Una noche embarazosa
Una noche embarazosa (comercialitzada a Itàlia com Il Pupazzo) és una pel·lícula de comèdia de coproducció hispano-mexicano-italiana dirigida per René Cardona Jr.. Fou estrenada a Mèxic i a Itàlia el 1977 i a Espanya el 1979.

## Sinopsi
Amalio Badalamenti és un italià calabr'es que viu a Mèxic i hi treballa com a taxista. Tot i tenir una bona vida, no en té prou per mantenir la seva família, ja que és prolífic i enamoradís, i té 13 fills.
D'altra banda, Pablo Copeca és el fill d'un multimilionari industrial que ha de tenir fills si no vol que el seu pare el deshereti. El doctor Perales veu com a solució que Amalio deixi embarassada artificialment la senyora Copeca, i aleshores idea un pla perquè tots dos se'n surtin.

## Repartiment
- Lando Buzzanca 	... 	Amalio Badalamenti
- Claudia Islas 	... 	Sra Copeca
- Pancho Córdova 	... 	Doctor Perales
- Queta Claver 	... 	Carmen
- Carlos Estrada 	... 	Pablo Copeca
- Aldo Monti 	... 	Salvatore
- Eduardo Alcaraz... 	Sacerdot

## Recepció
Fou exhibida a la I edició de la Mostra de València.